# Nagant M1895
Nagant M1895 ( em Russo: Револьве́р систе́мы Нага́на) é um revólver de sete tiros desenvolvido pelo armeiro belga Léon Nagant para o Império Russo. Inicialmente foi produzido na cidade de Liége na Bélgica passando a ser produzido em 1898 pela empresa Tula na Russia.
Foi a arma auxiliar padrão do exército russo na Guerra Russo-Japonesa e na Primeira Guerra Mundial, tendo começado a ser substituída em 1933 pela pistola Tokarev TT, no entanto teve serviço ativo durante a Segunda Guerra Mundial e posteriormente, sendo ainda hoje utilizado por algumas forças policiais na Rússia.
Além da Rússia, foi utilizado por  outros países da Europa como a Suécia, a Noruega, a Polônia e a Grécia, e também por aliados Soviéticos durante a Guerra Fria, como o Việt Minh, que fez uso da arma na Guerra do Vietnã.

## Visão geral
O Nagant M1895 tinha câmaras para um cartucho proprietário, 7,62 × 38mmR, e apresentava um sistema incomum de "selo de gás", no qual o cilindro se movia para frente quando a arma era engatilhada, para fechar a lacuna entre o cilindro e o cano, proporcionando um aumentar a velocidade da boca da bala e permitir que a arma seja suprimida (uma característica incomum para um revólver). Seu design inspiraria o M1893 Pieper Carbine e o revólver Steyr 1893.